# Dipseudopsis immaculata
Dipseudopsis immaculata là một loài Trichoptera trong họ Dipseudopsidae. Chúng phân bố ở miền Ấn Độ - Mã Lai.